# Pablo Hormazábal
Pablo Máximo Hormazábal Quinteros (* 12. Dezember 1923; † 31. Juli 2007) war ein chilenischer Fußballspieler. Der Abwehrspieler absolvierte zwei Länderspiele für die chilenische Nationalmannschaft und wurde auf Vereinsebene 1945 chilenischer Meister.

## Karriere

### Verein
Pablo Hormazábal, Sohn des früheren Nationalspielers Carlos Hormazábal, spielte mindestens 1945, im Jahr der Meisterschaft, sowie 1949 für den CD Green Cross aus der Hauptstadt Santiago. Weitere Stationen des Abwehrspielers sind nicht bekannt.

### Nationalmannschaft
Pablo Hormazábal wurde für den Campeonato Sudamericano 1949 in Brasilien von Trainer Luis Tirado in den Kader Chiles berufen. Er debütierte bei der 2:4-Niederlage gegen Paraguay, nachdem er für Juan Negri eingewechselt worden war. Bei der 0:3-Niederlage gegen Peru kam Hormazábal erneut für Negri ins Spiel. Chile belegte nach zwei Siegen, einem Unentschieden und fünf Niederlagen den fünften Platz von acht Teams. Nach der Südamerikameisterschaft absolvierte Hormazábal kein weiteres Länderspiel mehr.

## Erfolge
Green Cross
- Chilenischer Meister: 1945